# Queen's Gallery
La Queen's Gallery è un museo d'arte dove si trova esposta una parte della Royal Collection, mostrata al pubblico a rotazione. Il museo sorge presso Buckingham Palace ed accoglie circa 450 opere d'arte, in particolare dipinti e disegni.
Dal 1992 viene gestita dal Royal Collection Trust, la fondazione creata dalla regina Elisabetta II per la cura delle collezioni artistiche della famiglia reale e la loro apertura al pubblico.

## Storia
La galleria costituisce l'ala sud del palazzo reale. La sua entrata ed uscita si trovano sul sito della cappella reale bombardata durante la seconda guerra mondiale. La galleria aprì i battenti nel 1962, venendo espansa nel 1999 (con lavori protrattisi sino al 2002) e ricevendo 5 000 000 di visitatori. L'ampliamento, commissionato all'architetto John Simpson, ha consentito la riapertura del museo il 21 maggio 2002 ad opera della regina Elisabetta II in occasione del suo Giubileo d'Oro. Venne creato l'ingresso con il tipico portico con colonnato dorico, nuove stanze e uno spazio espositivo interno più che triplicato.

## Mostre ed esibizioni
- Dal maggio all'ottobre del 2019, la Queen's Gallery ha ospitato una mostra per i 200 anni dell'ingresso dei disegni di Leonardo da Vinci nella Royal Collection[2][3]

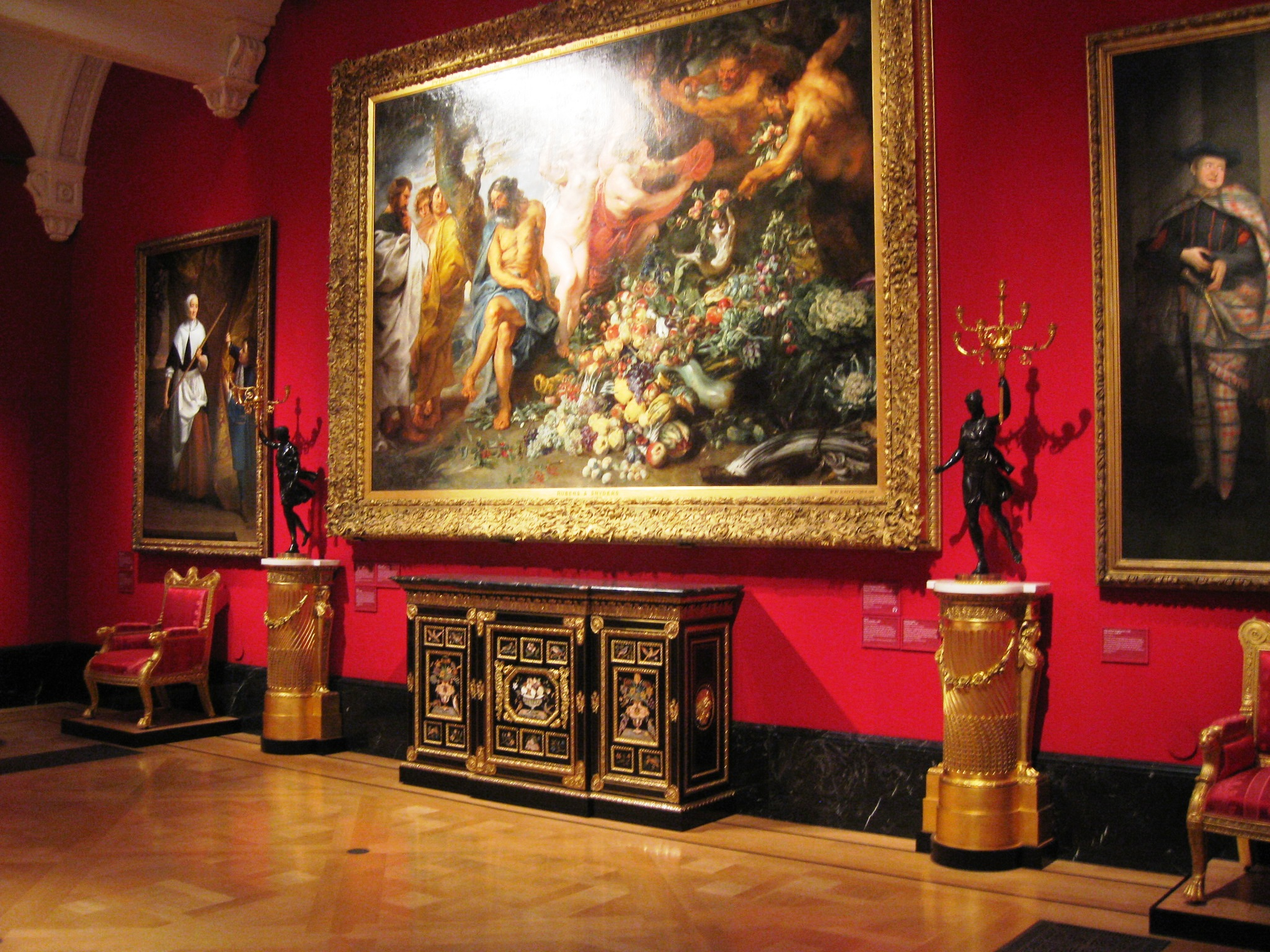
Mostra alla Queen's Gallery

## Distaccamento di Edimburgo

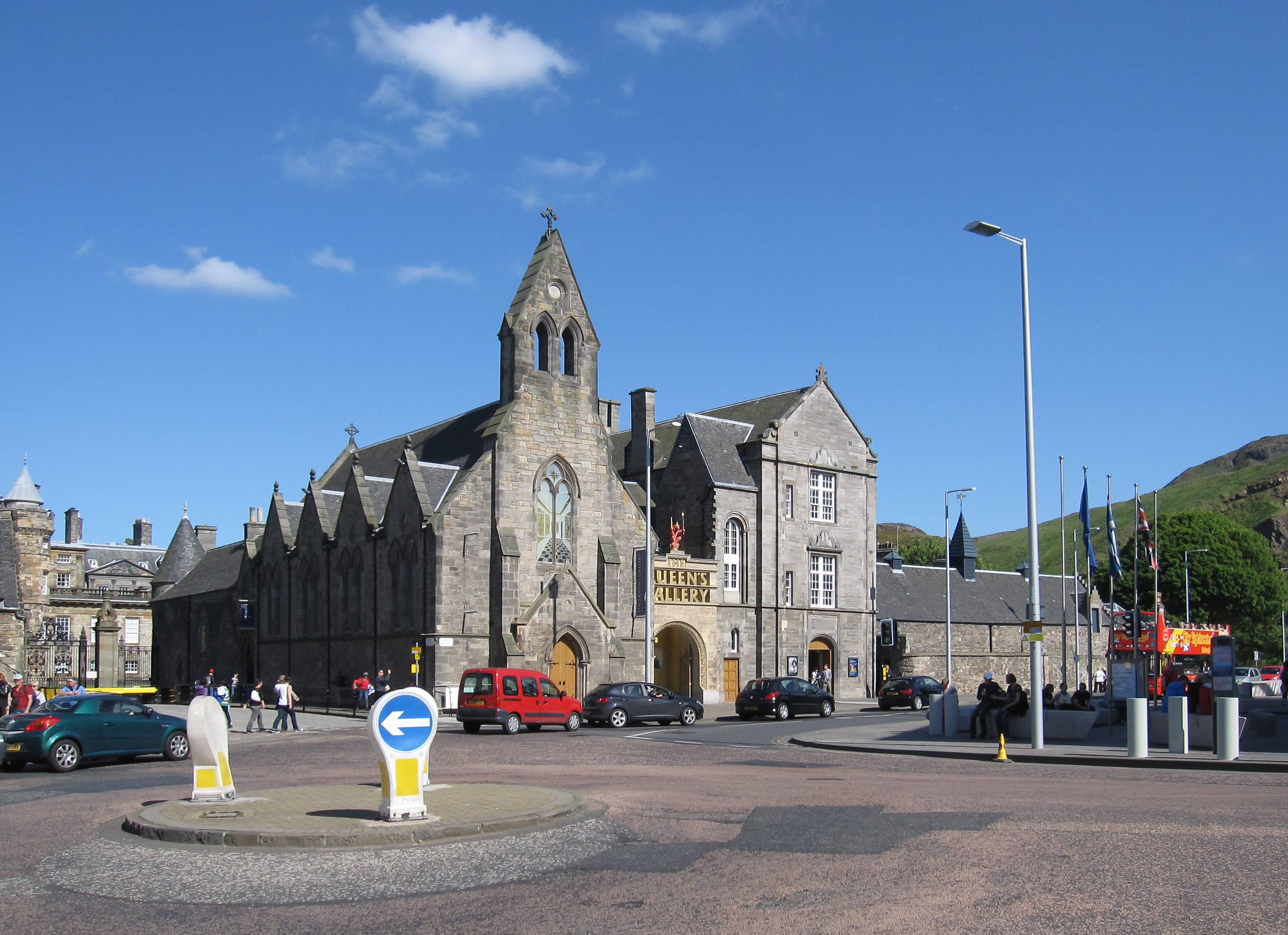
La sede della Queen's Gallery a Edimburgo

Nel 2002 è stata inaugurato un distaccamento della Queen's Gallery a Edimburgo, presso il Palazzo di Holyrood, nell'ex chiesa della Libera Chiesa di Scozia della cittadina. Prima della sua conversione a museo, l'edificio era utilizzato come magazzino del palazzo reale. Nel 2002, la struttura venne convertita ed adattata per le esigenze di un museo su progetto dell'architetto Benjamin Tindall.